# Apside
Ne pas confondre avec Abside.

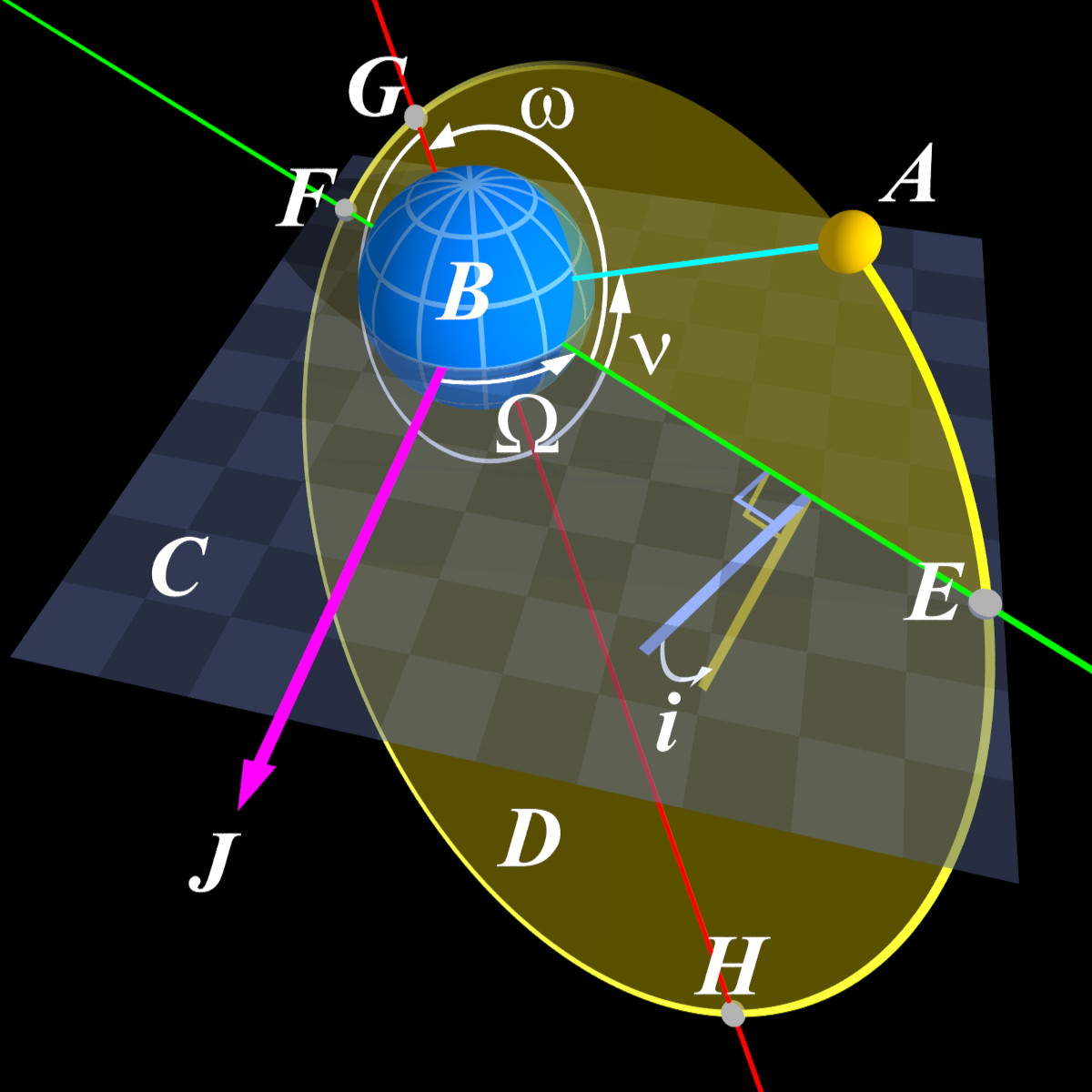
Diagramme de Kepler des éléments orbitaux. G périapse, H apoapse, la ligne rouge entre eux est la ligne des apsides.

Les apsides (nom féminin) sont les deux points extrêmes de l'orbite d'un corps céleste, pour lesquels la distance au corps attracteur (plus exactement, au centre de masse des deux corps) est :
- soit minimale (apside inférieure, périapside ou périapse) ;
- soit maximale (apside supérieure, apoapside ou apoapse).

Le mot s'emploie plus rarement au singulier pour désigner l'un ou l'autre des deux points.
 La ligne droite reliant le périapside et l'apoapside d'une orbite donnée est la ligne des apsides ou ligne apsidiale. C'est l'axe principal de l'ellipse, c'est-à-dire la ligne droite qui joint les deux points les plus éloignés de son centre.

## Terminologie
Dans le cas d'une étoile et des principaux objets du Système solaire, un terme spécialisé apparenté peut être employé comme indiqué dans le tableau ci-dessous. Le nom de ces points de plus petit et plus grand éloignement dépendent du corps central ; ils sont formés en prenant la racine grecque du nom de ce corps, qui est en général le nom d'un dieu.
Toutefois, seuls les couples périhélie et aphélie, périgée et apogée, périastre et apoastre sont couramment utilisés. 
| corps central | racine grecque                                 | périapside     | apoapside     |
| ------------- | ---------------------------------------------- | -------------- | ------------- |
| Galaxie       | galaxía (< galakt- « lait », cf. Voie Lactée)  | Périgalacticon | Apogalacticon |
| Trou noir     | mélasma (« tache noire »)                      | Périmélasme    | Apomélasme    |
| Étoile        | astḗr (« étoile »)                             | Périastre      | Apoastre      |
| Soleil        | hḗlios (« soleil »)                            | Périhélie      | Aphélie       |
| Mercure       | Hermès (dieu du commerce)                      | Périherme      | Apherme       |
| Vénus         | Cythère (lieu de naissance de Vénus/Aphrodite) | Péricythère    | Apocythère    |
| Terre         | gaîa (forme dialectale de gê « terre »)        | Périgée        | Apogée        |
| Lune          | selḗnē (« lune »)                              | Périsélène     | Aposélène     |
| Mars          | Arès (dieu de la fureur guerrière)             | Périarée       | Apoarée       |
| Jupiter       | Zeus (roi des dieux)                           | Périzène       | Apozène       |
| Saturne       | Cronos (roi des Titans, père du précédent)     | Péricrone      | Apocrone      |
| Uranus        | Ouranos (le ciel, père du précédent)           | Périourane     | Apourane      |
| Neptune       | Poséidon (dieu de la mer)                      | Périposéide    | Apoposéide    |
| Pluton        | Hadès (maître des Enfers)                      | Périhade       | Aphade        |

Les termes périlune ou apolune (pour le satellite naturel d'une lune), périjove ou apojove (pour un satellite de Jupiter) sont à éviter. 
On voit parfois aussi les termes péricynthe ou apocynthe dans le cas d'un satellite artificiel de la Lune.

## Positions relatives des apsides des planètes du système solaire
Les deux images ci-dessous montrent la position relative des périapsides (en vert) et apoapsides (en rouge) des planètes du système solaire, à notre époque. 

Celle de gauche pour les planètes les plus intérieures, et celle de droite pour les planètes les plus extérieures.

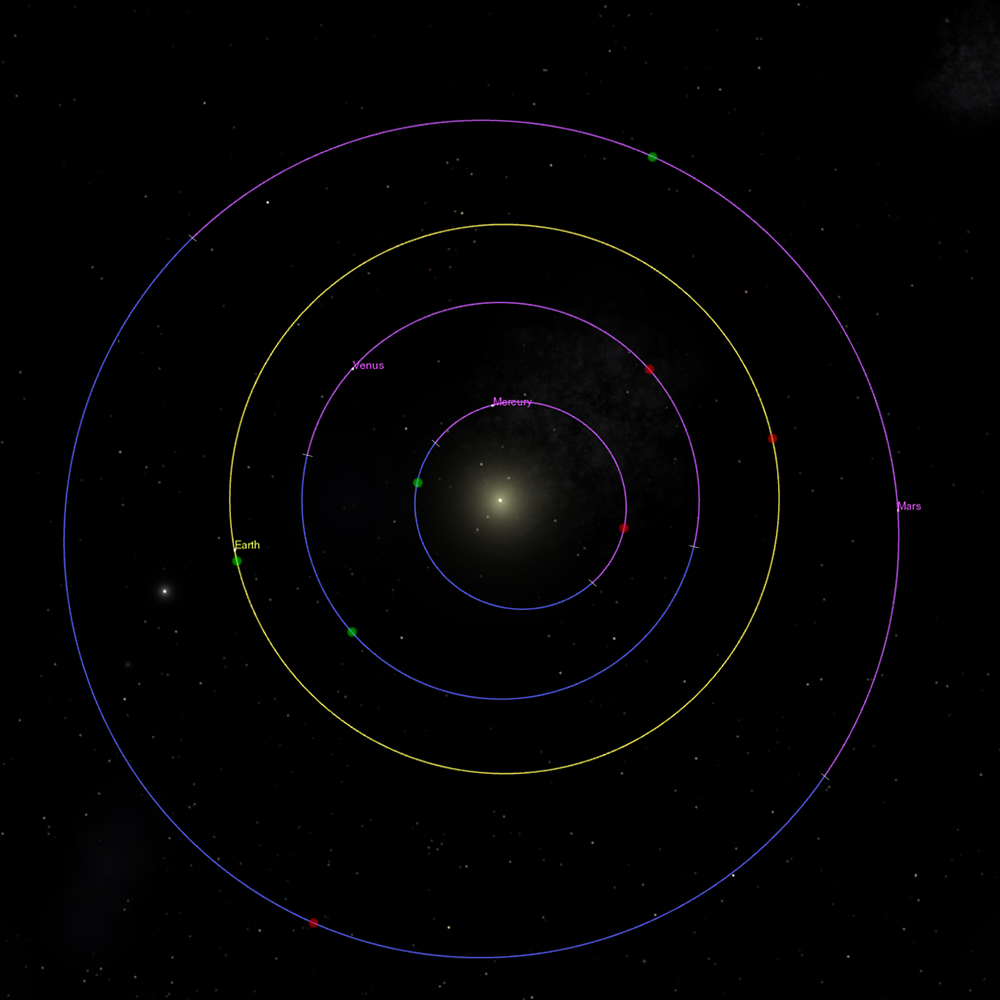
Position relative des périapsides (en vert) et apoapsides (en rouge) des planètes les plus intérieures du système solaire.

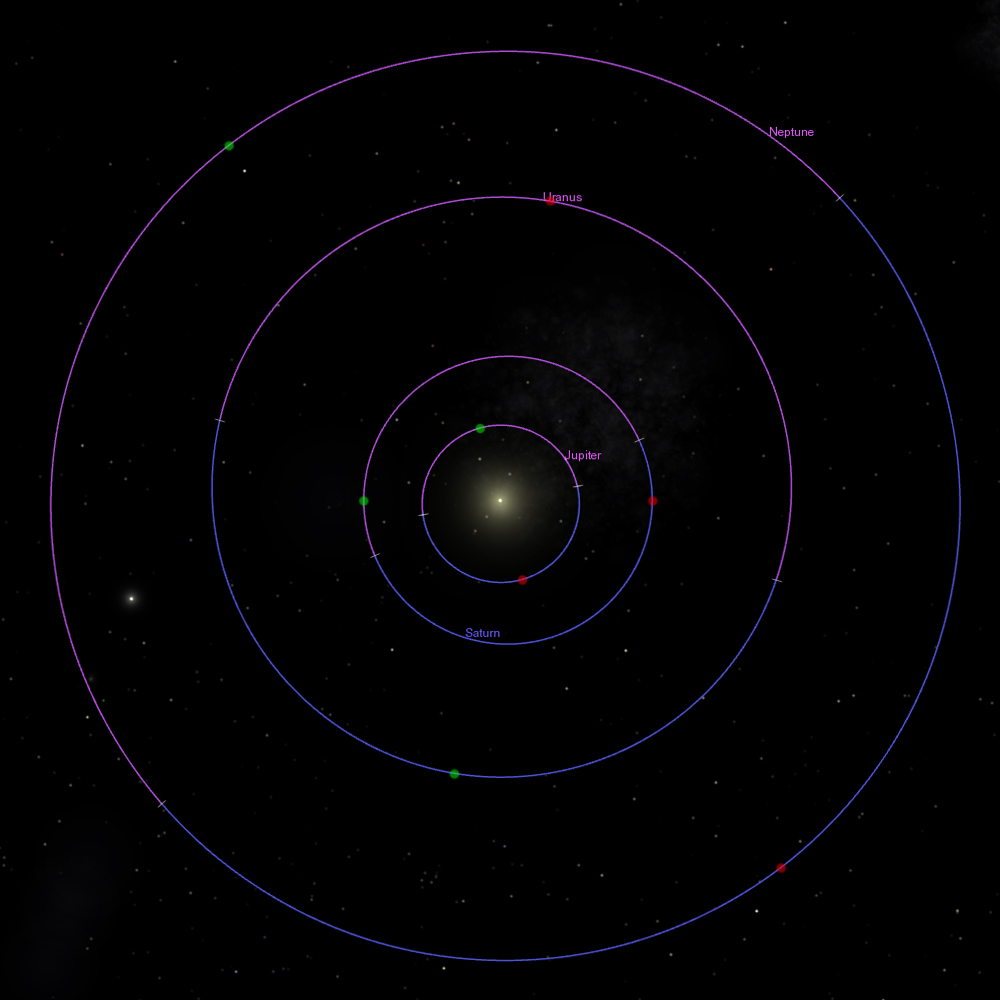
Position relative des périapsides (en vert) et apoapsides (en rouge) des planètes les plus extérieures du système solaire.

## Formules détaillées
Les formules suivantes permettent de calculer la distance de chacun des apsides au centre de masse, et la vitesse en ces points :
|          | périapside                                                                | apoapside                                                                |
| distance | {\displaystyle r_{\mathrm {per} }=(1-e)a\!\,}                             | {\displaystyle r_{\mathrm {ap} }=(1+e)a\!\,}                             |
| vitesse  | {\displaystyle v_{\mathrm {per} }={\sqrt {\tfrac {(1+e)\mu }{(1-e)a}}}\,} | {\displaystyle v_{\mathrm {ap} }={\sqrt {\tfrac {(1-e)\mu }{(1+e)a}}}\,} |
| -------- | ------------------------------------------------------------------------- | ------------------------------------------------------------------------ |

Selon les lois de Kepler sur le mouvement des planètes (conservation du moment angulaire) et les principes de la conservation de l'énergie, les quantités suivantes sont constantes pour une orbite donnée :
- moment angulaire relatif spécifique : {\displaystyle h={\sqrt {(1-e^{2})\mu a}}}
- énergie orbitale spécifique : {\displaystyle \epsilon =-{\frac {\mu }{2a}}}

avec :
- {\displaystyle a\!\,} est la longueur du demi-grand axe
- {\displaystyle \mu \!\,} est le paramètre gravitationnel standard (produit de la constante de gravitation G par la masse M du corps central).
- {\displaystyle e\!\,} est l'excentricité orbitale définie par {\displaystyle e={\frac {r_{\mathrm {ap} }-r_{\mathrm {per} }}{r_{\mathrm {ap} }+r_{\mathrm {per} }}}=1-{\frac {2}{{\frac {r_{\mathrm {ap} }}{r_{\mathrm {per} }}}+1}}}

Attention : pour convertir la distance mesurée depuis les surfaces des objets en distance mesurée depuis les centres de gravité, il faut ajouter le rayon des objets en orbite ; et réciproquement.
La moyenne arithmétique des deux distances extrêmes est la longueur du demi-grand axe {\displaystyle a\!\,} de l'ellipse orbitale.
La moyenne géométrique de ces deux mêmes distances est la longueur du demi-petit axe {\displaystyle b\!\,} de l'ellipse orbitale.
La moyenne géométrique des deux vitesses limites {\displaystyle {\sqrt {-2\epsilon }}}, est la vitesse correspondant à une énergie cinétique qui, à n'importe quelle position sur l'orbite, ajoutée à l'énergie cinétique courante, permettrait à l'objet en orbite de s'échapper de l'attraction. La racine carrée du produit des deux vitesses est donc la valeur locale de la vitesse de libération.